# 472년

## 연호
- 유송(劉宋) 태예(泰豫) 원년
- 북위(北魏) 연흥(延興) 2년

## 기년
- 유송(劉宋) 명제(明帝) 8년
- 북위(北魏) 효문제(孝文帝) 2년
- 신라(新羅) 자비 마립간(慈悲麻立干) 15년
- 고구려(高句麗) 장수왕(長壽王) 60년
- 백제(百濟) 개로왕(盖鹵王) 18년

## 탄생
- 남평 문씨 시조 문다성 탄생